# Släthultagöl (Tuna socken, Småland, 637962-152793)
Släthultagöl är en sjö i Vimmerby kommun i Småland och ingår i Marströmmens huvudavrinningsområde.